# Citroën Xsara Picasso
De Citroën Xsara Picasso is een midi-MPV van het Franse automerk Citroën. Het model werd van 2000 tot 2011 geproduceerd, alleen voor China wordt hij nog geproduceerd.
In de compacte middenklasse was Citroën al actief met de Citroën Xsara, een model dat zowel als 5 deurs-hatchback, 5 deurs-break en 3 deurs-coupé geleverd werd. Nadat Renault in 1996 de Mégane Scénic had gepresenteerd bleek dit een voltreffer te zijn. Op basis van de Xsara en het verlengde onderstel van de Berlingo werd in 2000 dan ook een midi-MPV gepresenteerd, de Xsara Picasso.
Het beste kan men de Picasso, net als zijn concurrenten, omschrijven als monovolume. Er zit geen neus of kont aan; alles is in een lijn getekend. Verder heeft het ontwerp een hoge daklijn wat het in en uitstappen zeer eenvoudig maakt. Het interieur is variabel ingedeeld. Er zijn 5 losse zetels waarvan de achterste 3 omklapbaar of zelfs uitneembaar zijn. Om die reden is de Picasso dan ook een goede gezinsauto.
In 2004 kreeg de Picasso een lichte facelift en werd ook leverbaar met de 1.6 HDiF-motoren. De wagen kreeg vanaf 2006 een opvolger met de Citroën C4 Picasso.

## Maten
- Lengte: 428 cm;
- Breedte: 175cm;
- Hoogte: 164 cm;
- Wielbasis: 276 cm;
- Kofferruimte: 550-2128 liter

Motoren:
1.6 liter 8 kleppen (90 pk, later 95 pk), handgeschakelde 5-bak;
1.6 liter 16 kleppen (110 pk)
1.8 liter 16 kleppen (115 pk), handgeschakelde 5-bak;
2.0 liter 16 kleppen (135 pk), automatische 4-bak;
2.0 liter diesel (90 pk, HDI);
1.6 liter diesel (110 pk, HDiF)